# Futa
Futa (Fuuta, Fuula, Fula) és el nom que es donava al nord del Senegal a les terres habitades pels fulanis o fulbes.
Generalment el Futa es refereix a tot el nord del Senegal i sud de Mauritània habitats pels fulbes, encara que específicament se li diu Futa Toro perquè el Tooro o Toro era la seva regió central i la classe dirigent tuculor, els toorobe (vegeu Imamat de Futa Toro). També es dona el nom de Futa a l'altiplà del Djalon o Djallon a Guinea (vegeu Futa Djalon).